# Géza I al Ungariei
Géza I (c. 1044, Polonia – 25 aprilie 1077, Vác) a fost al șaptelea dintre regii Ungariei, a domnit între 1074 și 1077. A fost fiul cel mai mare al regelui Bela I.
În 1060 s-a refugiat împreună cu tatăl său în Polonia, de unde s-a întors ca să revendice tronul de la Andrei I. După moartea tatălui său, cu ajutor polonez, a fost în stare să îl oblige pe Solomon să împartă conducerea țării cu el.
În vremurile de pace s-a căsătorit și a avut șase copii. În 1074 cu ajutor armat a reușit să obțină conducerea, deoarece însă coroana a rămas la Solomon, nu a avut loc încoronarea. A cerut titlul regal de la papa de la Roma dar a fost refuzat. În schimb, în 1075 Geza a primit coroană din partea Împăratului Mihail de la Constantinopol. Coroana, denumită mai târziu Coroana Sfântului Ștefan are o inscripție în limba greacă: “Lui Geza I, credinciosul rege al turcilor” – descriere confirmată de izvoarele bizantine contemporane care îi denumeau pe maghiari “turci”. 
A murit brusc în 1077, nu s-a bucurat mult timp de conducerea țării. A fost înmormântat în catedrala de la Vac.